# Anna-Maria Hirsch
Anna-Maria Hirsch (* 19. Oktober 1986 in Ebersberg, Bayern) ist eine deutsche Schauspielerin.

## Leben
Anna-Maria Hirsch wuchs in Glonn, Oberbayern, auf und besuchte in Grafing bei München das Gymnasium. Mit 14 Jahren stieß sie zur freien Theatergruppe R.I.P. – Ridere In Publico und war bis zu ihrem Abitur an mehr als zwanzig Theaterprojekten sowie zwei No-Budget-Filmen als Schauspielerin beteiligt.
Nach ihrem Schulabschluss studierte sie von 2007 bis 2011 an der Hochschule für Schauspielkunst „Ernst Busch“ Berlin. 2009 spielte sie in der Uraufführung von Sven Regeners Roman Der kleine Bruder in der Regie von Leander Haußmann und Sven Regener, die beim Schauspielschultreffen in Leipzig 2010 mit dem Ensemblepreis des Bundesministerium für Bildung und Forschung ausgezeichnet wurde. Nach Ende ihres Studiums begann sie 2011 ihr erstes Theaterengagement am Staatstheater Kassel, wo sie bis 2013 festes Ensemblemitglied blieb.
2012 gab Hirsch ihr Filmdebüt mit einer Hauptrolle in dem Kinofilm Hai-Alarm am Müggelsee, wieder unter der Regie von Leander Haußmann und Sven Regener, an der Seite von Henry Hübchen, Uwe Dag Berlin und Tom Schilling. Im Jahr 2013 folgte eine Arbeit für Das Erste mit dem Titel Nie mehr wie immer (Regie: Petra K. Wagner), bei der sie mit Edgar Selge und Franziska Walser zusammenspielte.
Anfang 2014 drehte sie mit Oskar Roehler ihren zweiten Kinofilm, Tod den Hippies!! Es lebe der Punk, wieder an der Seite von Tom Schilling.
Anfang 2016 übernahm sie die künstlerische Leitung eines Projektes zum Thema „Immer besser – immer reicher“ an der Akademie der bildenden Künste München unter Mitwirkung von u. a. der Band Isolation Berlin, Michi Kern und Stefan Natzel. Außerdem übernahm sie Mitte 2016 Gastrollen an den Münchner Kammerspielen.
Seit Anfang 2017 ist Anna-Maria Hirsch außerdem als Schauspieldozentin an diversen Institutionen tätig. Sie unterrichtet an der Bayerischen Theaterakademie August Everding, der Schauspielschule Zerboni und dem Theater Werk München.

## Filmografie
2017
- Schwarzach 23... und der Schädel des Saatan (Regie: Matthias Tiefenbacher)

- Frühling (16) (Regie: Thomas Jauch)

2015
- Nie mehr wie immer (Regie: Petra K. Wagner)
- Tod den Hippies!! Es lebe der Punk (Regie: Oskar Roehler)
- Finale Dentale (short), HR (Regie: Benjamin Asher, Ben Jacov)
- Schön soll’s sein, HR (Regie: Nina Hellmuth)

2013
- Hai-Alarm am Müggelsee, HR (Regie: Leander Haußmann und Sven Regener)

## Theater (Auswahl)
2016
- Opernbude / Regie: David Marton / Münchner Kammerspiele
- Kaplan in „Catch 22“ von Joseph Heller / Regie: Swen Lasse Awe / Münchner Kammerspiele
- Immer besser – immer reicher – eine Konzert-Theater-Talk-Performance mit Isolation Berlin, Michi Kern, Stefan Natzel u. a.

2014
- Vampira in „Edward D. Wood Jr.“ nach Tim Burtons Film Ed Wood / Regie: Peter Miklusz / RAW 99 und Theater in der Feuerwache Friedrichshain

2013
- Gretchen in „Urfaust“ von J. W. von Goethe / Regie: Volker Schmalöer / Staatstheater Kassel
- Lucie in „Hase Hase“ von Coline Serreau / Regie: Patrick Schlösser / Staatstheater Kassel
- Marion in „Dantons Tod“ von Georg Büchner / Regie: Gustav Rueb / Staatstheater Kassel

2012	
- Regieassistentin in „Der nackte Wahnsinn“ von Michael Frayn / Regie: Markus Dietz / Staatstheater Kassel
- Schauspielerin in „Invasion!“ von Jonas Hassen Khemiri / Regie: Gustav Rueb / Staatstheater Kassel
- Julie in „Norway.today“ von Igor Bauersima / Regie: Petra Schiller / Staatstheater Kassel

2011
- Königin Isabella in „Edward II“ von Christopher Marlowe / Regie: Patrick Schlösser / Staatstheater Kassel
- Lena in „Leonce und Lena“ von Georg Büchner / Regie: Thomas Bockelmann / Staatstheater Kassel

2009	
- Almut / Helga in „Der kleine Bruder“ von Sven Regener / Regie: Leander Haußmann und Sven Regener / bat – Studiotheater Berlin
- Minna in „Minna von Barnhelm“ von G. E. Lessing / Regie: Rudolf Koloc / bat – Studiotheater Berlin

2008
- Herse / Kohlhaas 3 in „Michael Kohlhaas“ von Heinrich von Kleist / Regie: Tim Tonndorf (Prinzip Gonzo) / Theater Zerbrochene   Fenster Berlin